# Rolls-Royce Motor Cars

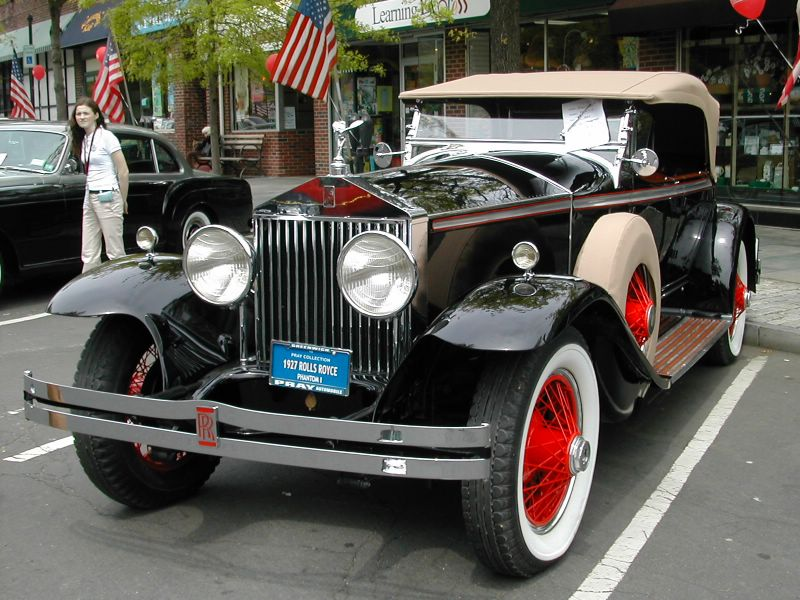
Rolls-Royce Phantom I från 1927

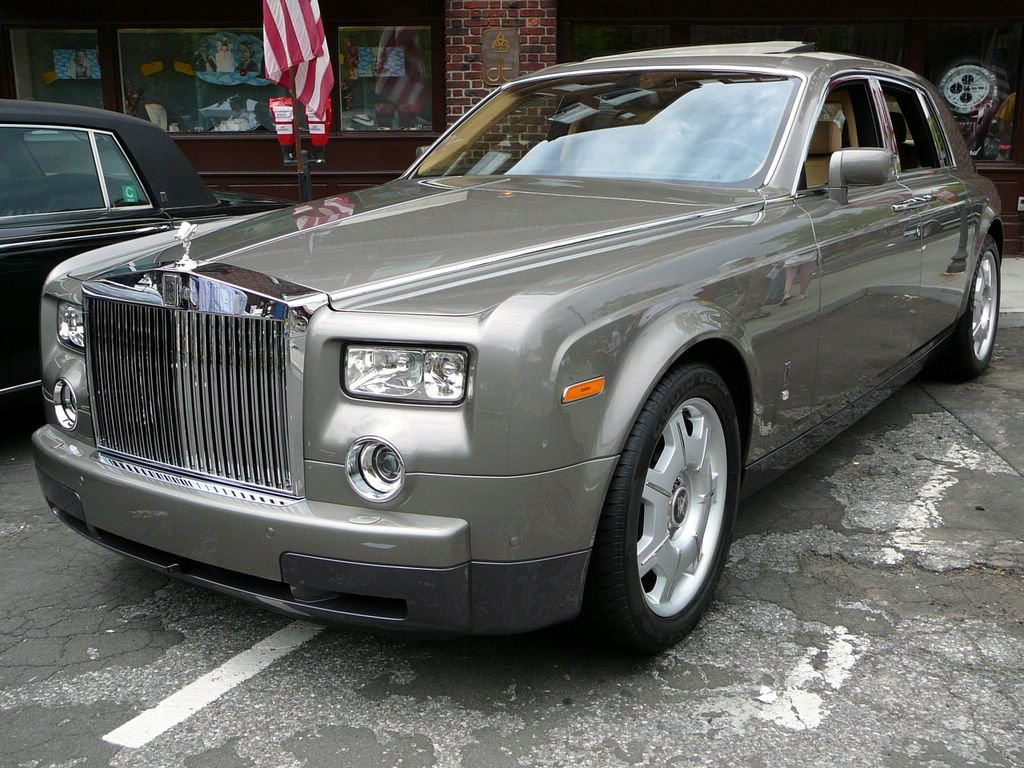
Rolls-Royce Phantom à la BMW

Rolls-Royce Motor Cars, vanligen Rolls-Royce, är en engelsk personbilstillverkare. Varumärkena ägs numera av BMW, som byggt upp tillverkning som skall motsvara traditionen. Rolls-Royce är mest känt som lyxbilsmärke. Företaget grundades 15 mars 1906 av Charles Stewart Rolls och Frederick Henry Royce under namnet Rolls-Royce Limited. 1914–1973 ingick motortillverkning. Idag heter biltillverkningen Rolls-Royce Motor Cars Limited.

## Historia

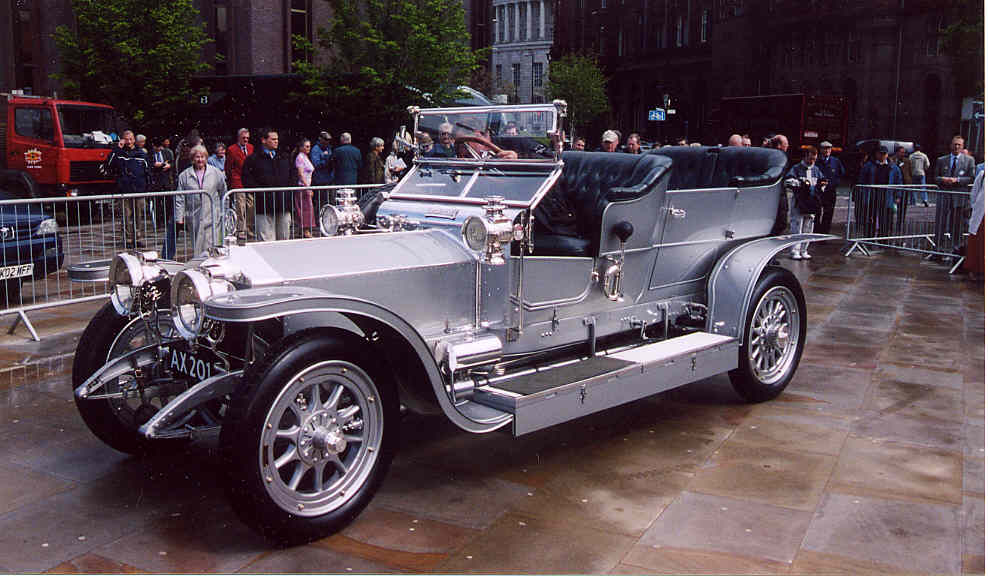
Silver Ghost blev kallad " världens bästa bil ".

### Rolls-Royce Limited 1906–1971
Rolls-Royce grundades den 15 mars 1910 av Charles Stewart Rolls och Frederick Henry Royce under namnet Rolls-Royce Limited. Från början producerades enbart bilar, men från 1920 utökade man med flygplansmotorer och sedan även dieselmotorer, marinmotorer och propellrar. Men det är bilarna man är mest känd för, trots att motortillverkningen alltid varit mer lönsam. Bilfabriken låg i engelska Derby och deras första modell hette 10hp som kom 1904. År 1906 kom modellen 40/50hp. Det var denna modell som etablerade Rolls-Royce som "världens bästa bil". Detta genom att man målmedvetet satsade på kvalitet. Dessutom genomfördes ett uppmärksammat uthållighetstest då bilen körde en mycket lång sträcka utan att gå sönder. När tillverkningen av 40/50 hp lagts ner 1925 fick modellen smeknamnet Silver Ghost vilket är det namn modellen gått till historien under. Samma år kom modellen Phantom I. De olika Phantommodellerna blev vid sidan av Silver Ghost några av märkets mest kända.
Efter grundarens död 1933 ändrades färgen på den välkända logotypen med de dubbla "R" som pryder kylaren till svart istället för röd.
Så här skriver The International Club for Rolls-Royce & Bentley Enthusiasts på sin hemsida:
| ” | Det kan vara intressant att känna till att det inte var Sir Henry Royces död 1933 som gjorde att R-R märket på den klassiska kylaren samma år bytte färg från rött till svart. Bytet var planerat sedan en tid och skälet var att man tyckte att svart gav Rolls-Royce en sobrare framtoning. | „ |

Åren 1921–1931 hade man även en fabrik i Springfield, Massachusetts, USA för att kunna svara upp till den ökande efterfrågan. Samma år som man lade ner fabriken i USA så köpte man upp konkurrenten Bentley som just gått i konkurs.

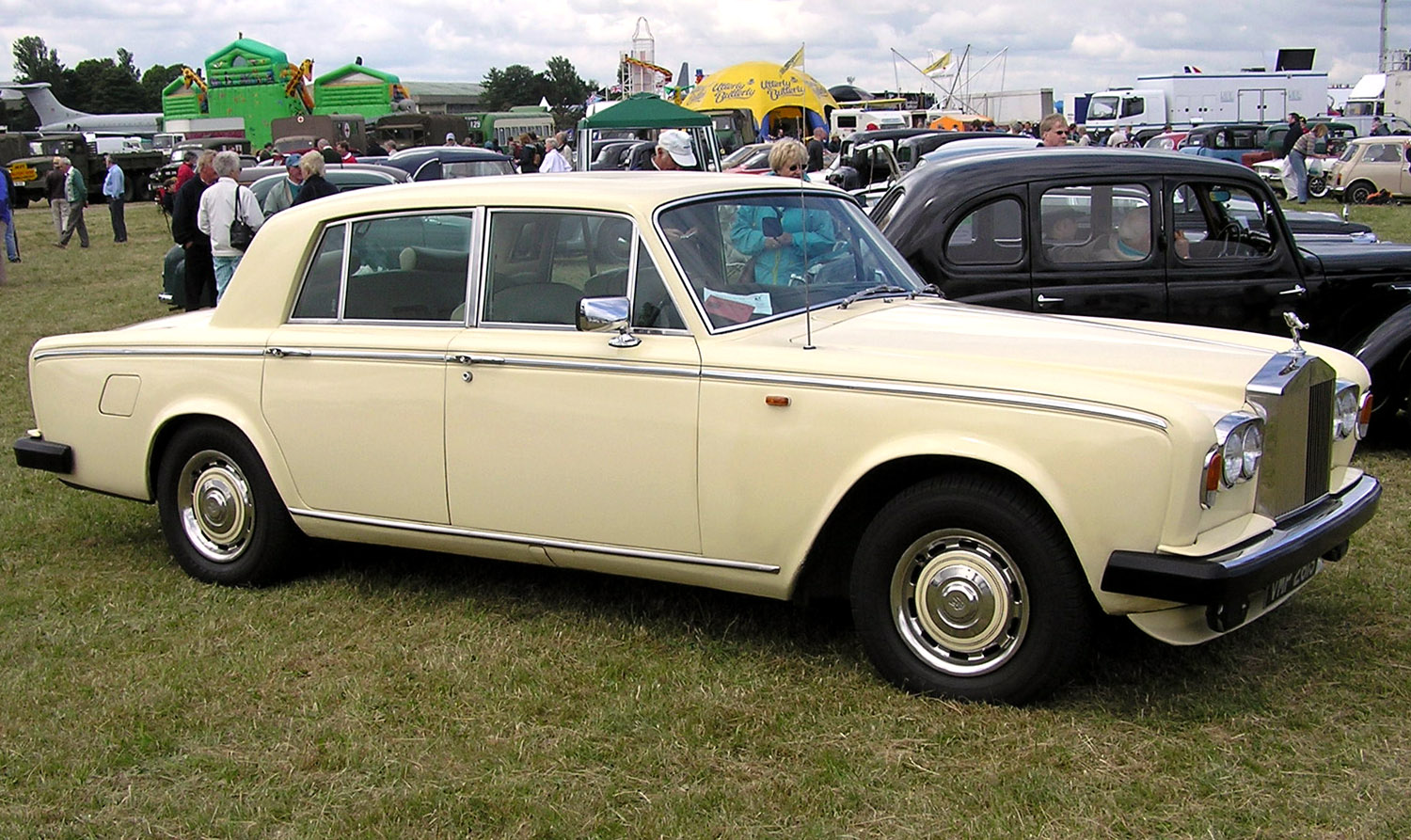
Silver Shadow har produktionsrekordet.

Det var under 1920-talet som märket etablerade sig i Storbritannien och blev ett av världens mest prestigefyllda bilmärken. Rolls-Royce stod länge för den absoluta lyxen och bilarna tillverkades i små serier vilket var en av orsakerna till det höga priset och exklusiviteten. Fram till slutet av 1940-talet levererades varje bil utan kaross, som fick beställas separat. Detta bidrog till märkets exklusivitet då de olika karosserna kunde skilja sig väldigt mycket åt.1949 kom Silver Dawn som var den första Rolls-Royce som levererades med komplett kaross från fabrik, och från 1952 kunde bilen levereras med automatisk växellåda som köptes från General Motors.
1946 flyttades biltillverkningen från Derby till gamla flygmotorfabriken i Crewe. Här hade man tillverkat de berömda Merlinmotorerna som suttit i flera stridsflygplan under andra världskriget, bland annat Supermarine Spitfire. Här tillverkades Rolls-Royce och Bentleybilar sida vid sida till hösten 2002 då Rolls-Roycetillverkningen lades ner och flyttades till den nya fabriken i Goodwood. Bentley tillverkas fortfarande i Crewefabriken, som på senare år moderniserats och byggts ut.
Rolls-Royce Silver Cloud introducerades 1955 som blev en stor framgång med 7451 tillverkade exemplar. Ännu större framgång blev Silver Shadow som mellan 1965 och 1980 kom att tillverkas i mer än 31 000 exemplar vilket gör den till den mest tillverkade Rolls-Roycemodellen hittills. Silver Shadow var även ett stort steg framåt rent tekniskt. Drivlinan hämtades från företrädaren Silver Cloud, men i övrigt var bilen nykonstruerad från grunden. För första gången använde man sig av självbärande kaross. Bilen hade skivbromsar och individuell hjulupphängning runt om. Fjädringen hade automatisk nivåreglering via ett hydraulsystem, tillverkat på licens från Citroën.

### Rolls-Royce Motors 1973–2002

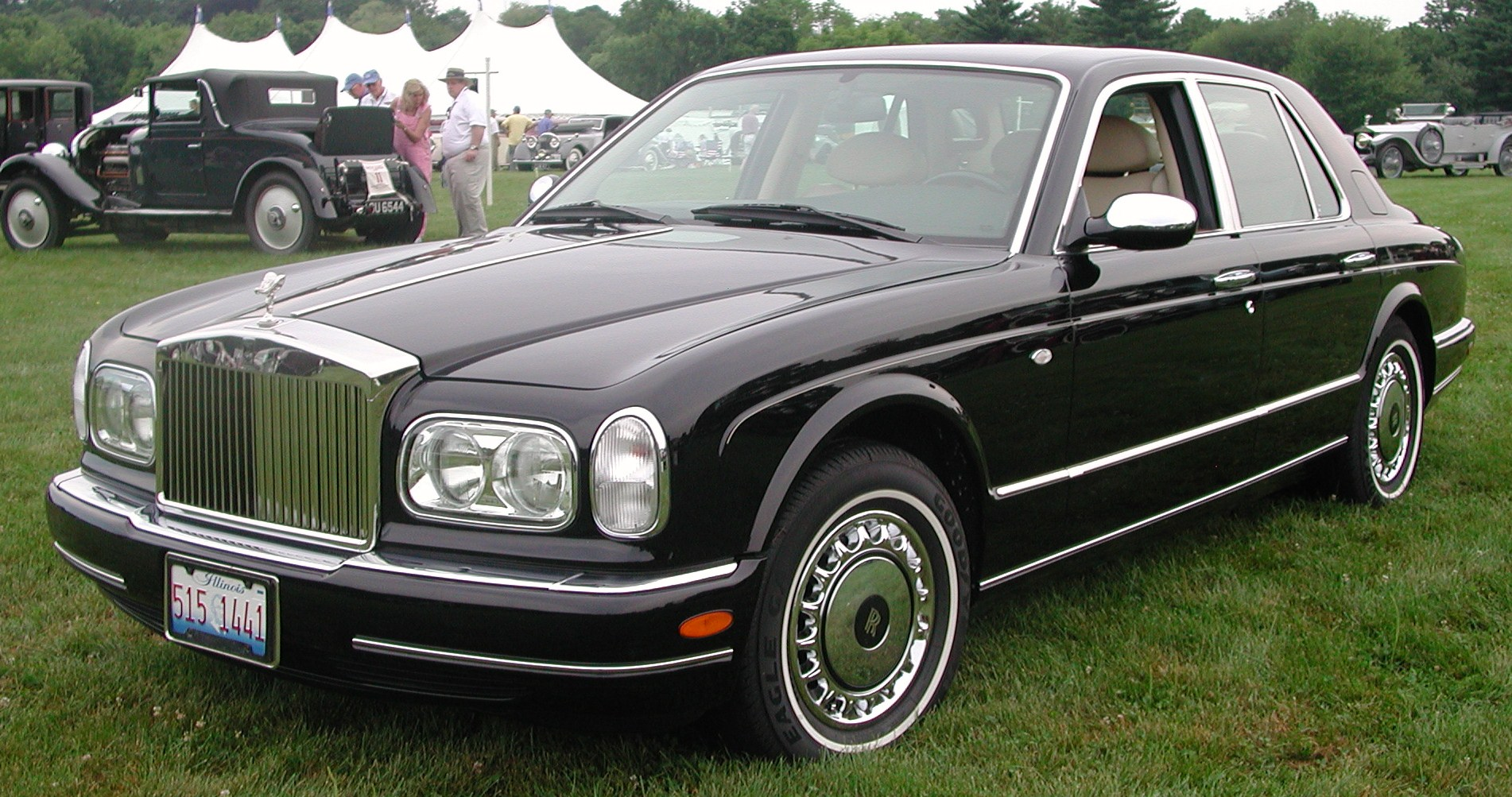
En Silver Seraph från 1999

På grund av en felsatsning på flygmotorsidan gick hela företaget i konkurs 1971, varpå företaget förstatligades. Efter rekonstruktionen skapades 1973 två skilda företag. Rolls-Royce plc fick ta hand om motortillverkningen medan biltillverkningen (Rolls-Royce och Bentley tillsammans) hamnade i ett företag kallat Rolls-Royce Motors. Rolls-Royce Motors köptes upp av Vickers 1980. Samma år presenterades Silver Spirit som kom att utgöra stommen i modellprogrammet fram till 1998. Karossen var helt ny, annars övertogs det mesta av tekniken från föregångaren Silver Shadow, inklusive V8-motorn. Bilen hade automatisk nivåreglering, nu från Girling. Silver Spirit var den första Rolls, där maskoten Spirit of Ecstasy försvann ner i kylaren om någon försökte stjäla den.
Under 1994 inleddes ett tekniskt samarbete med BMW för att få hjälp att utveckla ett nytt modellprogram. 1998 presenterades Silver Seraph. Transmissionen kom från BMW:s 750-modell. Motorn var en V12:a med en överliggande kamaxel per cylinderbank, vilket gjorde Silver Seraph till den första tolvcylindriga Rollsen sedan Phantom III. Cylinderdiametern var 85 mm och slaglängden 79 mm, vilket ger en cylindervolym på 5379 cm³. Till denna var kopplad en 5-stegad automatlåda. 
Under hela 1990-talet fick företaget allt större ekonomiska problem beroende på en ökande konkurrens på lyxbilsmarknaden och föråldrad teknik gentemot andra bilar i klassen, trots hjälp från BMW.

### Försäljningen till BMW

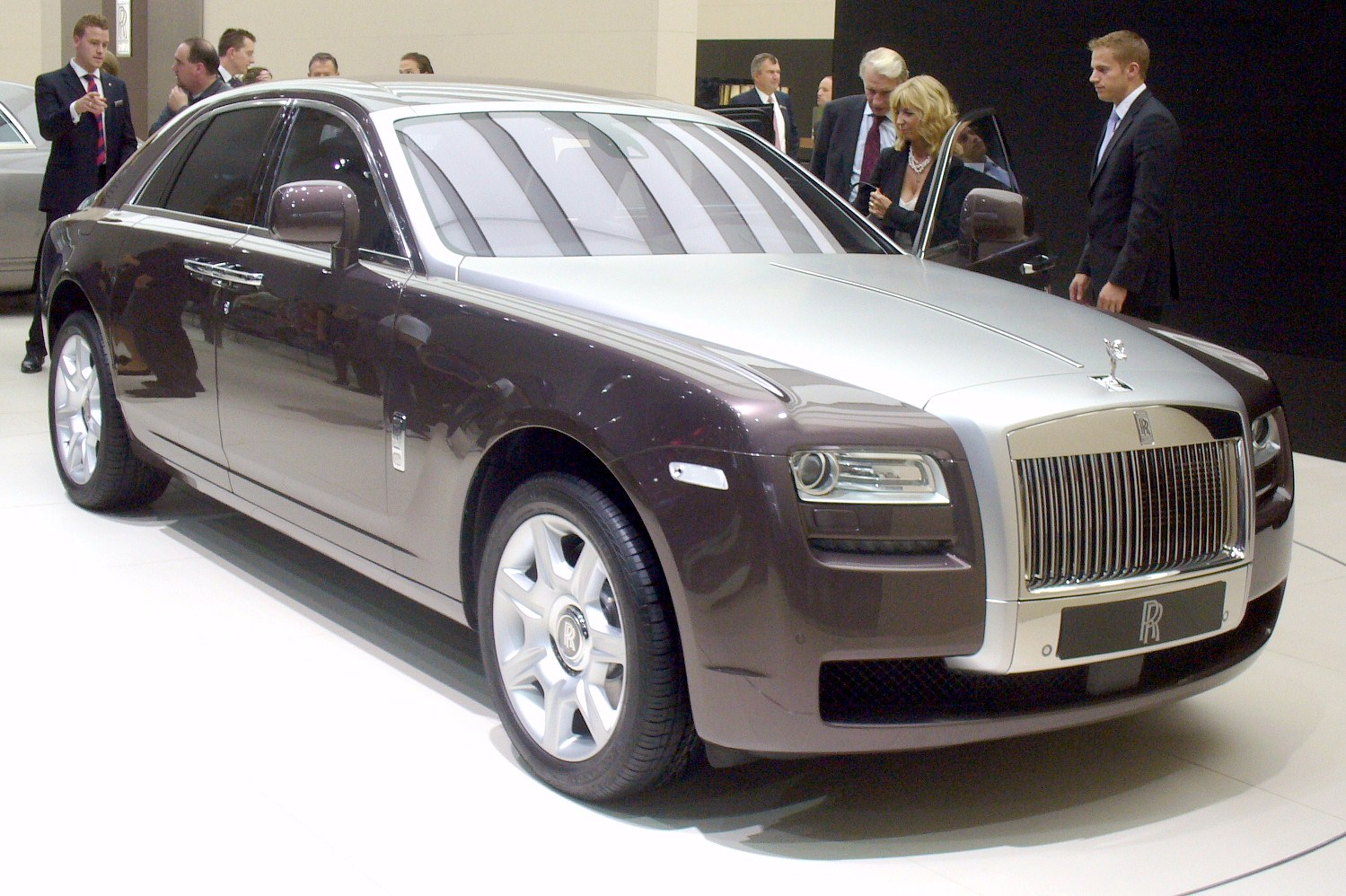
Ghost blev företagets instegsmodell år 2009

1998 bestämde sig Vickers för att sälja Rolls-Royce Motors. BMW verkade vara den självklara köparen eftersom de redan hade ett samarbete med Rolls-Royce och levererade sedan tidigare motorer och andra komponenter. Men deras bud på 340 miljoner pund överträffades av Volkswagen som bjöd 430 miljoner pund och fick köpa företaget. Dock ingick inte namnrättigheterna till namnet Rolls-Royce i köpet.
I detta skede beslutade Rolls-Royce plc sig för att sälja vissa varumärken (Rolls-Roycenamnet och logotypen) inte till Volkswagen utan till BMW, som man redan hade affärssamarbete med. Volkswagen hade köpt rättigheterna till kylarprydnaden Spirit of Ecstasy och den speciella kylargrillen, men saknade rättigheterna till namnet. BMW å sin sida saknade rättigheterna till kylarprydnaden och grillen. BMW hade betalat 40 miljoner pund för namnrättigheterna och logotypen vilket ansågs vara ett fynd av många bedömare då detta ansågs vara det värdefullaste i hela affären. VW hävdade efteråt att man ändå bara varit ute efter Bentley, som varit en del av Rolls-Royce sedan 1931.
BMW och VW ingick ett avtal som gick ut på att från 1998 till 31 december 2002 skulle BMW fortsätta leverera motorer och andra komponenter som förut, samtidigt som VW skulle få lov att använda Rolls-Royce-namnet och logotypen.
Från och med 1 januari 2003 fick endast BMW tillverka personbilar med namnet Rolls-Royce. VW å sin sida fortsatte att tillverka bilar med namnet Bentley. Rolls-Royce Motors bytte namn till Bentley Motors (redan vid VW:s köp 1998). Tillverkningen av Rolls-Royce-bilar i Volkswagens regi upphörde 30 augusti 2002 och den sista Rolls-Royce-bilen som rullade av bandet från fabriken i Crewe var en Corniche. I fortsättningen kommer all tillverkning av Rolls-Royce-bilar ske i den nya fabriken i Goodwood i Storbritannien.

### Rolls-Royce Motor Cars 2003–nutid

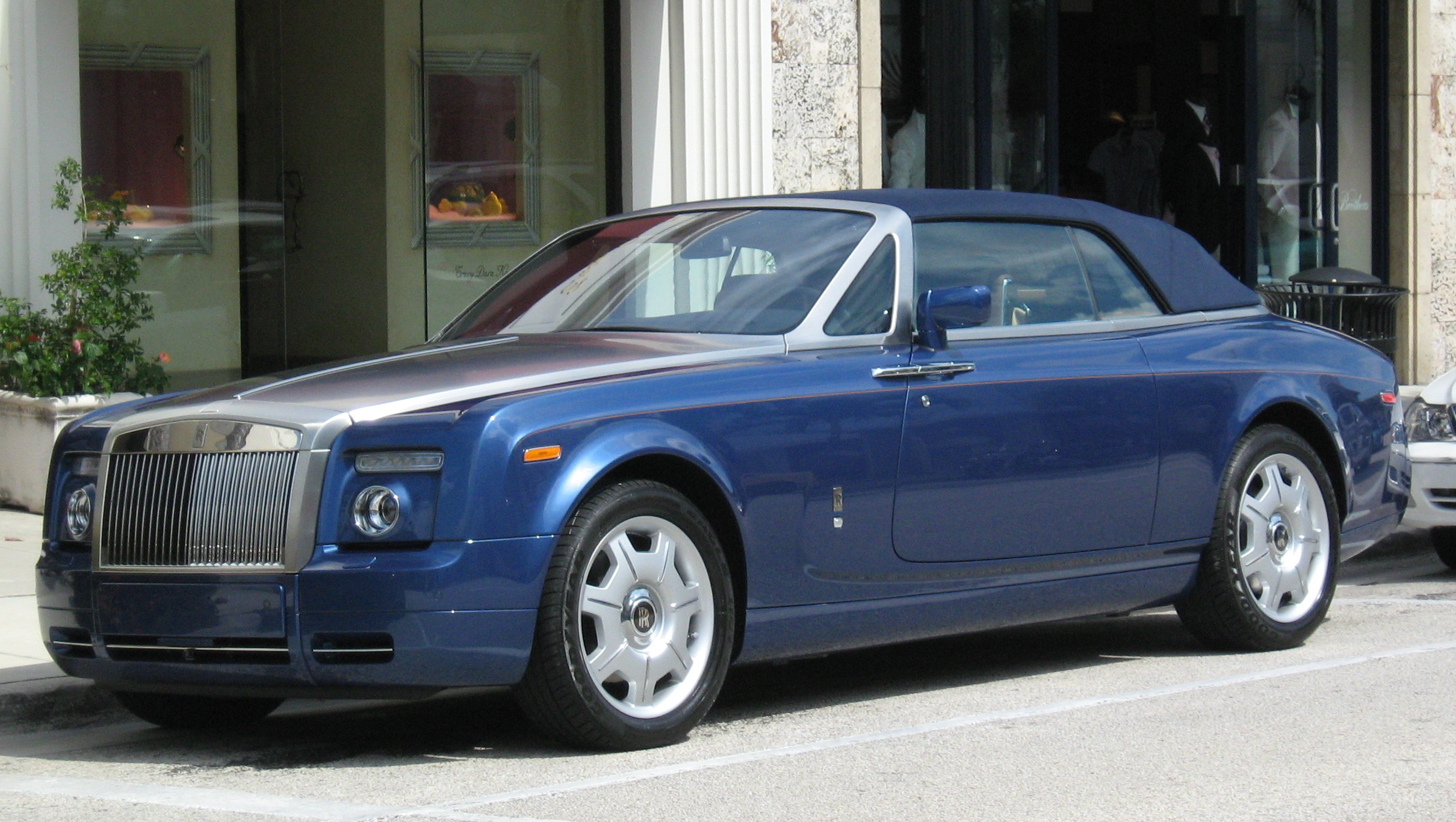
Phantom Drophead Coupé kom 2007.

Direkt efter köpet av namnrättigheterna började BMW att bygga upp en ny organisation och i praktiken ett nytt företag. Ett konstruktionsteam bildades och bygget av den nya fabriken började planeras. Konstruktionsteamet inhystes i en nerlagd bank i centrala London. Den nya fabriken, där bilarna monteras och byggs efter gamla traditioner[källa behövs] är ett föredöme både när det gäller arbetsmiljö och miljöhänsyn.[källa behövs] På tomten har man planterat tusentals nya träd, och allt vatten renas och återvinns.
Den första modellen fick det klassiska namnet Phantom och presenterades 3 januari 2003. Modellen finns i fyra utföranden, "vanliga" Phantom, Phantom EWB (Extended WheelBase), Phantom Drophead Coupé (cabriolet), och Phantom Coupé. I och med lanseringen av Phantom har försäljningen tagit fart med 1010 tillverkade bilar under 2007, den högsta siffran på 17 år. Under 2008 ökade siffran till 1212 exemplar. Under 2009 kom en ny modell något mindre och billigare än Phantom, kallad Ghost ut på marknaden. Ghost baseras på BMW:s 7-serie. Under december 2009 levererades de första 150, och den totala produktionen under 2009 uppgick till 1002 bilar. Introduktionen av Ghost ledde till att man under 2010 ökade produktionen till 2711 bilar, en ökning med 171 procent jämfört med föregående år. 2011 presenterades en förlängd version av Ghost kallad Ghost Extended Wheelbase. Samma år sattes ett nytt produktionsrekord med 3538 bilar, jämfört med det gamla rekordet på 3347 bilar 1978.

## Personbilsmodeller

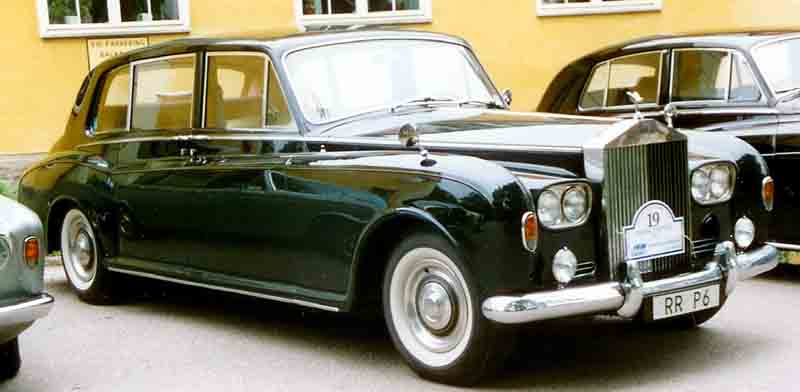
En Phantom VI Limousine.

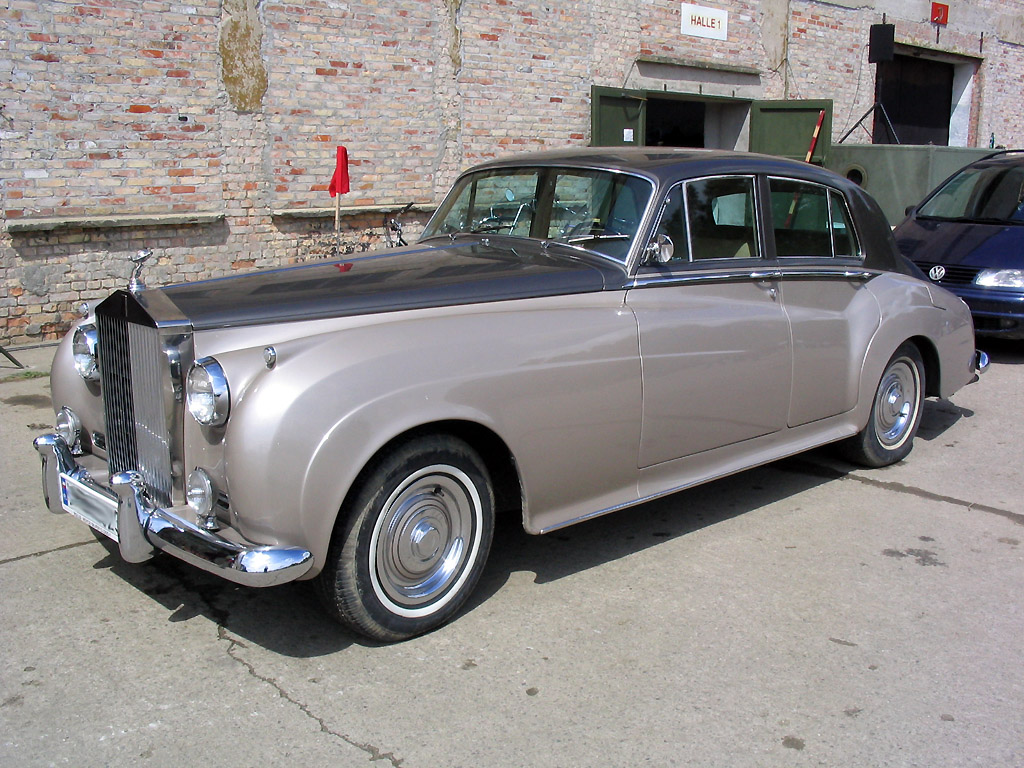
Silver Cloud I

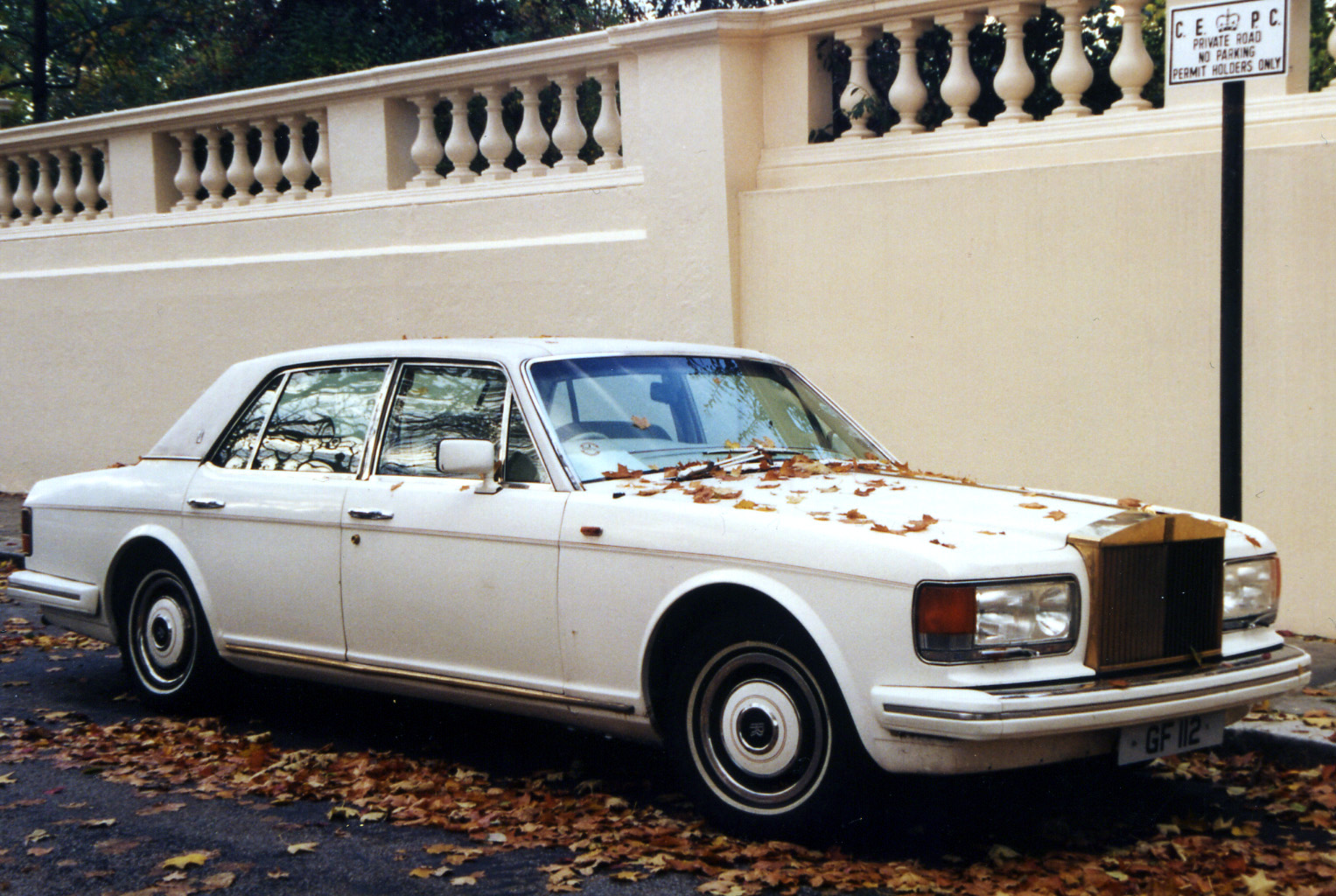
Silver Spur

- (1904–1906) 10hp
- (1905) 15hp
- (1905–1908) 20hp
- (1905–1906) 30hp
- (1905–1906) V8
- (1906–1925) 40/50hp Silver Ghost
- (1922–1929) 20hp
- (1925–1929) 40/50hp New Phantom
- (1929–1936) 20/25hp
- (1929–1935) 40/50hp Phantom II
- (1936–1938) 25/30hp
- (1936–1939) 40/50hp Phantom III
- (1938–1939) Wraith
- (1946–1959) Silver Wraith
- (1949–1955) Silver Dawn
- (1950–1956) Phantom IV
- (1955–1959) Silver Cloud I
- (1959–1964) Silver Cloud II
- (1959–1968) Phantom V
- (1962–1966) Silver Cloud III
- (1965–1977) Silver Shadow I
- (1968–1991) Phantom VI
- (1971–1995) Corniche
- (1975–1986) Camargue
- (1977–1980) Silver Shadow II
- (1977–1980) Silver Wraith II
- (1980–1996) Silver Spirit
- (1981–1994) Silver Spur
- (1998–2002) Silver Seraph
- (2000–2002) Corniche
- (2003–17) Phantom
- (2007–16) Phantom Drophead Coupé
- (2008–16) Phantom Coupé
- (2009– ) Ghost
- (2013– ) Wraith
- (2015– ) Dawn
- (2017– ) Phantom VIII
- (2018– ) Cullinan

## Experimentmodeller
- 2004 Rolls-Royce 100EX
- 2006 Rolls-Royce 101EX
- 2009 Rolls-Royce 200EX
- 2011 Rolls-Royce 102EX